# Rhipidia eremnocera
Rhipidia eremnocera är en tvåvingeart som först beskrevs av Alexander 1970.  Rhipidia eremnocera ingår i släktet Rhipidia och familjen småharkrankar.
Artens utbredningsområde är Dominica. Inga underarter finns listade i Catalogue of Life.